# 山北愛琳
山北 愛琳（やまきた あいり、1991年〈平成3年〉 4月16日 - ）は、日本の女性タレントで、司会者、フリーアナウンサー、女優。関西を拠点に活動している。

## 人物・略歴
- 橿原市立八木中学校卒。奈良県立高田高校卒。中高在学中は吹奏楽部に所属していた。
- 大学在学中、ユニバーサル・スタジオ・ジャパンで俳優として活動した。
- 大学卒業後、一般企業に就職したのちにアナウンサーへ転身した。
- NHK高知放送局では、初年度から帯番組のメインキャスターに就任した。スタジオキャスターのほか、現場取材や、生中継など、リポーターとしても出演した。
- 2021年4月からNHK奈良放送局の帯番組「ならナビ」のメインキャスターに就任した[2]。
- 好きな色は、ピンク。
- 趣味は、釣りとゴルフで、車好き[1]。